# La Pobla del Duc
La Pobla del Duc és un municipi del País Valencià que es troba a la comarca de la Vall d'Albaida.

## Geografia
El terme municipal de la Pobla del Duc se situa al marge dret del riu Albaida i limita amb les localitats següents:
Bèlgida, Beniatjar, Benigànim, Castelló de Rugat, Quatretonda, Llutxent, Otos i Sempere, totes elles a la Vall d'Albaida.
Per a arribar a la localitat des de València, cal agafar la A-7 per a enllaçar després amb la CV-40 i la CV-60 i finalitzar a la CV-611.
La població fruïx d'un clima mediterrani.

## Història
Sobre el seu origen se sap que en el lloc hi havien diverses alqueries fundades i habitades pels musulmans i que després de la conquesta del rei Jaume I a mitjan segle xiii, el monarca va concedir una carta de poblament al senyor de Bellvís per a la fundació d'un nou nucli urbà reconegut pel Regne de València. Més tard, el senyoriu es va vincular als ducs de Gandia, més concretament a la família Borja, d'ací el seu nom actual.

## Política i govern

### Composició de la Corporació Municipal
El Ple de l'Ajuntament està format per 11 regidors. En les eleccions municipals de 26 de maig de 2019 foren elegits 7 regidors del Partit Socialista del País Valencià (PSPV-PSOE), 3 del Partit Popular (PP) i 1 de Compromís per la Pobla del Duc (Compromís).
| Eleccions municipals de 26 de maig de 2019 - la Pobla del Duc                                                                 |                                          |                                     |                                     |        |          |          |
| Candidatura | Candidatura                              | Candidatura                         | Cap de llista                       | Vots   | Vots     | Regidors |
| | Partit Socialista del País Valencià-PSOE |                                     | Vicent Gomar Moscardó               | 909    | 57,82%   | 7 ()     |
| | Partit Popular                           |                                     | Natalio José Navarro Pellicer       | 410    | 26,08%   | 3 ()     |
| | Compromís per la Pobla del Duc           |                                     | Empar Fayos Alonso                  | 238    | 15,14%   | 1 (+1)   |
| | Altres candidatures                      |                                     |                                     |        |          | 0 ( -1)  |
| | Vots en blanc                            |                                     |                                     | 15     | 0.95%    |          |
| Total vots vàlids i regidors                                                                                                  | Total vots vàlids i regidors             | Total vots vàlids i regidors        | Total vots vàlids i regidors        | 1.572  | 100 %    | 11       |
| | Vots nuls                                | Vots nuls                           | Vots nuls                           | 15     | 0,95%    |          |
| Participació (vots vàlids més nuls)                                                                                           | Participació (vots vàlids més nuls)      | Participació (vots vàlids més nuls) | Participació (vots vàlids més nuls) | 1.587  | 82,57%** |          |
| Abstenció | Abstenció                                | Abstenció                           | Abstenció                           | 335*   | 17,43%** |          |
| Total cens electoral | Total cens electoral                     | Total cens electoral                | Total cens electoral                | 1.922* | 100 %**  |          |
| Alcalde: Vicent Gomar Moscardó (PSPV) (15/06/2019) Per majoria absoluta dels vots dels regidors (7 vots de PSPV)              |                                          |                                     |                                     |        |          |          |
| Fonts: JEC, JEZ Xàtiva, M. Interior, Periòdic Ara. (* No són vots sinó electors. ** Percentatge respecte del cens electoral.) |                                          |                                     |                                     |        |          |          |

### Alcaldes
Des de 2011 l'alcalde de la Pobla del Duc és Vicent Gomar Moscardó de Partit Socialista del País Valencià (PSPV-PSOE).
| Període                       | Alcalde o alcaldessa          | Partit polític | Data de possessió | Observacions |
| ----------------------------- | ----------------------------- | -------------- | ----------------- | ------------ |
| 1979–1983                     | Àngel Bataller Boscà          | AEI            | 19/04/1979        | --           |
| 1983–1987                     | Romualdo Soler Miquel         | PSPV-PSOE      | 28/05/1983        | --           |
| 1987–1991                     | Rafael Calatayud Llorens      | AP             | 30/06/1987        | --           |
| 1991–1995                     | Rafael Calatayud Llorens      | PP             | 15/06/1991        | --           |
| 1995–1999                     | Rafael Calatayud Llorens      | PP             | 17/06/1995        | --           |
| 1999–2003                     | José Luis Soler Navarro       | UV             | 03/07/1999        | --           |
| 2003–2007                     | Natalio José Navarro Pellicer | PP             | 14/06/2003        | --           |
| 2007–2011                     | Natalio José Navarro Pellicer | PP             | 16/06/2007        | --           |
| 2011–2015                     | Vicent Gomar Moscardó         | PSPV-PSOE      | 11/06/2011        | --           |
| 2015–2019                     | Vicent Gomar Moscardó         | PSPV-PSOE      | 13/06/2015        | --           |
| 2019-2023                     | Vicent Gomar Moscardó         | PSPV-PSOE      | 15/06/2019        | --           |
| Des de 2023                   | Vicent Gomar Moscardó         | PSPV-PSOE      | 17/06/2023        | --           |
| Fonts: Generalitat Valenciana |                               |                |                   |              |

## Transports

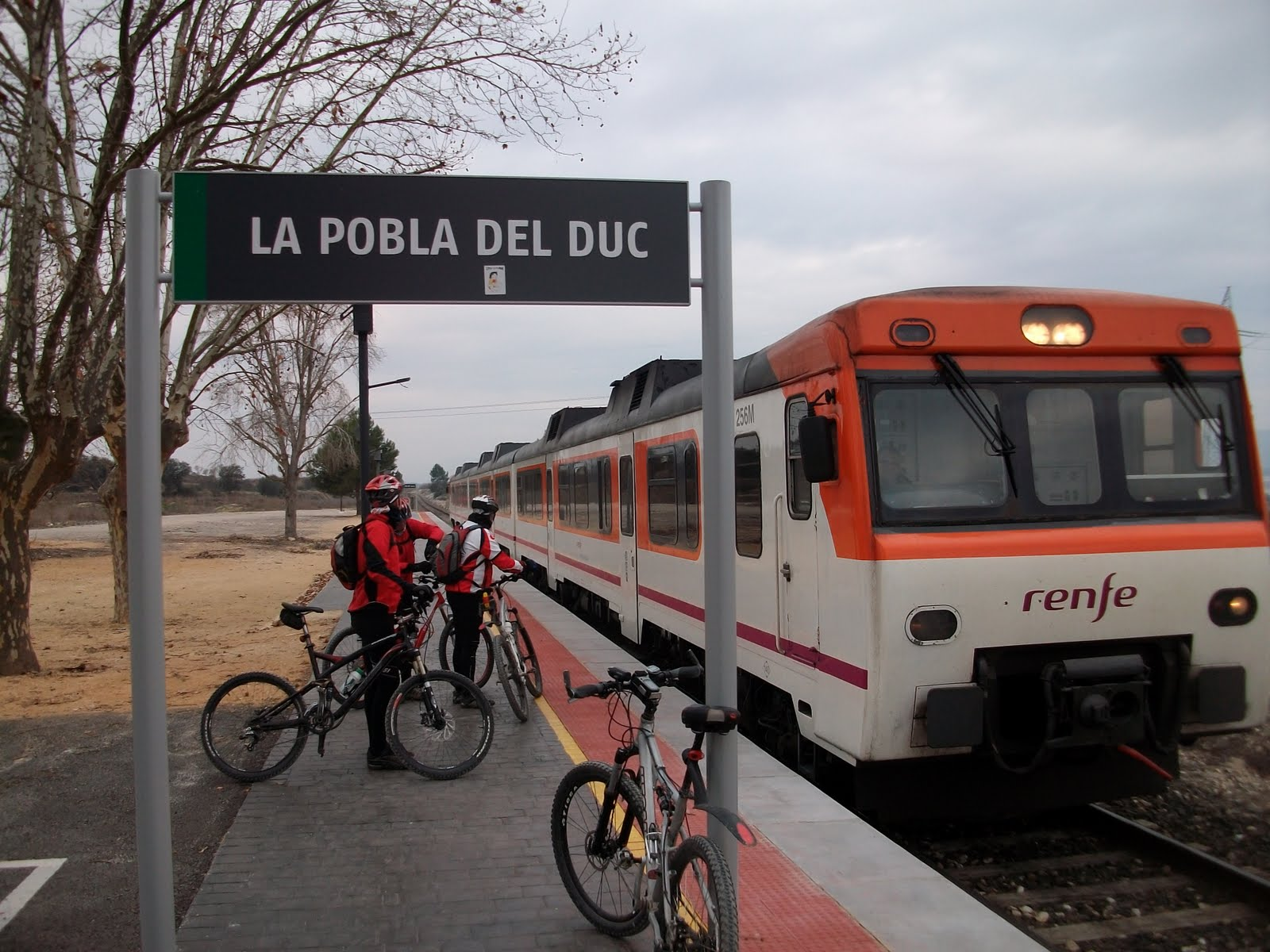
Estació adif Pobla del Duc

L'estació de ferrocarril de La Pobla del Duc pertany a la línia 47 de mitjana distància, coneguda com a València-Xàtiva-Alcoi.

## Demografia
| 1990  | 1992  | 1994  | 1996  | 1998  | 2000  | 2002  | 2004  | 2005  | 2006  | 2007  | 2011  |
| ----- | ----- | ----- | ----- | ----- | ----- | ----- | ----- | ----- | ----- | ----- | ----- |
| 2.642 | 2.627 | 2.596 | 2.490 | 2.435 | 2.427 | 2.543 | 2.595 | 2.645 | 2.621 | 2.561 | 2.539 |

## Economia
Fins fa pocs anys la vinya era pràcticament l'únic suport econòmic de la Pobla del Duc. Però amb el temps i les exigències del mercat, ara per ara gran part del sòl es dedica a fruiters d'estiu, com ara la prunera, la bresquillera i l'albercoquer. La ramaderia compta amb diverses granges avícoles i porcines, mentre que en llibertat pasturen unes 200 caps de bestiar de llana. 
El sector industrial ha experimentat un creixement ampli en els últims anys, tot i que encara té menor importància que les activitats agroalimentàries.

## Monuments
- Església parroquial. Dedicada a Mare de Déu de l'Assumpció, de planta rectangular i torre de base hexagonal. La capella de la Comunió va ser construïda en el passat segle.
- Cases pairals. Encara queden a la població, gran nombre de cases pairals, que encara senzilles en els seus acabats, no perden l'encant mediterrani.
- Jardí del Calvari. Interessant jardí.
- La Poasa. Antic pou, fet a partir del que establiren els primers habitants a la zona.
- Convent de Mínims. Fundat el 1603, prenent com a base l'ermita de Sant Sebastià i Sant Fabià, situada als afores de la població. Després de la desamortització eclesiàstica i l'exclaustració decretada per Juan Álvarez Mendizábal en 1835, l'edifici va ser cedit a l'ajuntament, qui el va enderrocar. Resta la primitiva església del convent, dedicada a Sant Cosme i Sant Damià, i amb prou feines queden els arcs de les portes, els quals han estat integrats en un petit parc-jardí.

## Festes locals
- Festes patronals. Celebra les seues festes al setembre en honor del Crist de l'Empar, Sant Blai i la Divina Aurora.
- Festes cíviques. Durant els últims anys la població ha anat desenvolupant nous actes lúdics per al gaudi de grans i petits, com "La Verema" (Raimà), "la festa del raïm" o la Fira Comercial i Gastronòmica de Pobla del Duc: "Bon profit i bona gana".